# Your Friends
Your Friendsは新潟出身のTATSU(Vo)、WATARU(DJ)の2人組ユニットである。

## メンバー
TATSU （Vocal)
出身：新潟県
生年月日：1988年3月27日
血液型：AB型
趣味：釣り
WATARU (DJ & Track Maker）
出身：新潟県
生年月日：1987年11月4日
血液型：O型
趣味：スケボー・読書

## 略歴
- 2007年5月 結成

- 2011年3月 全国デビュー 1st Single「もう少し/Vitalize」がオリコンデイリーチャート初登場5位

- 2012年2月 リリースSingle「FURUSATO」には異例の2社タイアップ

- 2014年1月 1st Album「RULE」リリース

- 2014年8月 新潟地域限定Single「ひまわりの咲く頃に」リリース

- 2015年2月 2nd Album「あなたへ」リリース

- 2016年2月 Acoustic Album「Acoustic collection with 武藤良明」リリース
- 2016年7月 地元新潟の秋葉区文化会館にてホールワンマンライブでチケットをSOLD OUTさせる
- 2017年5月 3rd Album「ユアフレ」リリース
- 2017年6月 Single「スケッチ」リリース
- 2017年10月 Your Friendsの地元新潟県秋葉区で自身が主催するフェス「秋の音」開催

## ディスコグラフィ
シングル
| 発売日        | タイトル                                     | 規格   | 販売生産番号   |
| ------------- | -------------------------------------------- | ------ | -------------- |
| 2010年5月1日  | 君に伝える                                   | CD     | ライブ会場限定 |
| 2011年3月23日 | もう少し                                     | CD+DVD | NAO-002        |
| 2013年5月1日  | 風になって～アルビレックス新潟レディースver. | CD     | NAO-007        |
| 2013年7月3日  | FURUSATO / 夏物語                            | CD     | NAO-008        |
| 2014年8月6日  | ひまわりが咲く頃に                           | CD     | ZLCP-0188      |
| 2017年6月7日  | スケッチ                                     | CD     | NAO-014        |

アルバム
| 発売日        | タイトル                          | 規格 | 販売生産番号   |
| ------------- | --------------------------------- | ---- | -------------- |
| 2012年7月18日 | MEMBER                            | CD   | ライブ会場限定 |
| 2014年1月1日  | RULE                              | CD   | ZLCP0151       |
| 2015年2月11日 | あなたへ                          | CD   | ZLCP-0228      |
| 2016年2月3日  | Acoustic collection with 武藤良明 | CD   | NAO-011        |
| 2017年5月3日  | ユアフレ                          | CD   | NAO-013        |

| スタブアイコン | サブスタブ | この項目は、まだ閲覧者の調べものの参照としては役立たない、音楽関係者（バンド等）に関連した書きかけの項目です。この項目を加筆・訂正などしてくださる協力者を求めています（P:音楽/PJ:芸能人）。 |